# 1307
1307 (MCCCVII) a fost un an obișnuit al calendarului iulian, care a început într-o zi de marți.

## Evenimente
- 18 ianuarie: Albert I de Habsburg convinge nobilimea cehă să îl aleagă ca rege al Boemiei pe fiul său, Rudolf al III-lea de Habsburg.
- 5 septembrie: Papa Clement al V-lea confirmă stăpânirea ospitalierilor asupra Rodosului.
- 13 octombrie: Toți cavalerii templieri de pe teritoriul Franței sunt arestați din ordinul regelui Filip al IV-lea Cel Frumos.
- 18 noiembrie: Potrivit legendei, are loc episodul mărului lui Wilhelm Tell, în Elveția.

### Nedatate
- iulie: Cavalerii ospitalieri încep cucerirea insulei Rodos.
- Papa Clement al V-lea creează o arhiepiscopie la Pekin, în China, la conducerea căreia este numit franciscanul Giovanni di Montecorvino.
- Raiduri ale generalului Malik Kafur din sultanatul de Delhi în provincia Dekkan; numeroase regate hinduse sunt distruse.
- Regele Carol Robert al Ungariei construiește cetatea de piatră, la Timișoara.

## Nașteri
- Bogdan I (Întemeietorul), domn al Principatului Moldovei (d. 1367)
- Willem al II-lea, conte de Olanda (d. ?)

## Decese
- 4 iulie: Rudolf de Habsburg, 25 ani, rege al Boemiei (n. 1281)
- 7 iulie: Eduard I, 68 ani, rege al Angliei (n. 1239)
- Benedetto Zaccaria, 71 ani, amiral genovez, senior de Focea și de Rodos (n.c. 1235)
- Fra Dolcino, pictor italian (n. ?)
- Hethum al II-lea, 40 ani, rege al Armeniei (n. 1266)
- Hugues al II-lea, conte de Blois (n. ?)

- Leon al III-lea, 17 ani, rege al Armeniei (n. 1289)

## Înscăunări
- 18 ianuarie: Rudolf de Habsburg, ca rege al Boemiei.
- Eduard al II-lea, rege al Angliei (1307-1327).